# Hans Deutsch (Rechtsanwalt)

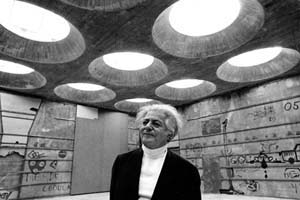
Hans Deutsch (zwischen 1972 und 1974)

Hans Deutsch (* 27. April 1906 in Wien, Österreich-Ungarn; † 13. Mai 2002 in Lausanne, Schweiz) war ein österreichischer Rechtsanwalt, der aus einer jüdischen Familie stammte. 1938 ging er ins Exil nach Palästina. Nach Kriegsende nach Europa zurückgekehrt, wurde er einer der bekanntesten Anwälte für Wiedergutmachungsangelegenheiten in Deutschland und Österreich. Öffentliches Aufsehen erregte 1964 seine Verhaftung in Deutschland wegen angeblichen Betrugs. Das nachfolgende, sich jahrelang hinziehende Strafverfahren endete mit einem Freispruch, bedeutete aber das Ende seiner beruflichen Laufbahn und den Verlust großer Teile seines Vermögens. Deutsch war zeitweise auch als Buchverleger und Kulturmäzen aktiv.

## Leben
Hans Deutsch war der Sohn des Versicherungsdirektors Josef Deutsch und seiner Ehefrau Charlotte, geborene Frankel. Nach dem Studium der Wirtschaftswissenschaften an der Hochschule für Welthandel und der Rechtswissenschaften an der Universität Wien, das er mit der Promotion zum Dr. jur. abschloss, arbeitete Deutsch als Konzipient in einer Anwaltskanzlei. Nach dem Anschluss Österreichs 1938 entkam er durch die Flucht ins Ausland der nationalsozialistischen Judenverfolgung; seine Eltern wurden später in Auschwitz ermordet. Er gelangte nach Palästina, wo er den Namen Dishon annahm und ab 1949 als Rechtsanwalt in Tel Aviv arbeitete. 1950 oder 1953 kehrte er nach Wien zurück. In Österreich und Deutschland vertrat er als äußerst engagierter und erfolgreicher Wiedergutmachungsanwalt die Interessen von meist jüdischen Opfern der NS-Diktatur und prozessierte insbesondere um die Rückgabe von geraubten Kunstgegenständen. In seinem bekanntesten Fall erstritt er für den österreichischen Zweig der Familie Rothschild eine Entschädigung von 87 Millionen D-Mark. Laut Gerhard Mauz im Nachrichtenmagazin Der Spiegel galt er als „der Star“,  „der engagierteste und erfolgreichste Vorkämpfer von Hoffnung, Anspruch und Forderung an der Front der ‚Entschädigung für Opfer nationalsozialistischer Verfolgung‘“.
Daneben gründete er 1961 in Wien den Hans-Deutsch-Verlag, in dem während der 60er Jahre unter anderem Bücher zu Wiedergutmachungsfragen und literarische Veröffentlichungen erschienen, darunter die Werke seines Freundes, des Dramatikers Max Zweig, die er auch mit einem angeschlossenen Theatervertrieb auf die Bühne zu bringen suchte. Auch die Zeitschrift FORVM, die Deutsch Ende 1961 vor dem finanziellen Aus rettete und seither subventionierte, erschien in den Jahren 1962 bis 1964 unter dem Dach des Hans-Deutsch-Verlags.
Der durch hohe Erfolgshonorare sehr wohlhabend gewordene Deutsch ließ sich 1958 in dem Ort Belmont-sur-Lausanne in der Schweiz nieder; später lebte er in Pully bei Lausanne. Er trug eine größere Kunstsammlung zusammen und beauftragte 1963 das Berner Architekturbüro Atelier 5 mit dem Entwurf eines Museumsgebäudes in Belmont-sur-Lausanne. 1964 gründete er mit seinem Sohn Joram die Kunststiftung Fondation Deutsch als Betreiberin des Museums. Infolge der Deutsch-Affäre mussten die begonnenen Bauarbeiten eingestellt werden und der angefangene Bau blieb viele Jahre eine Bauruine. Erst 1985 wurde der Bau wiederaufgenommen und nach Fertigstellung 1989 das Musée Fondation Deutsch eröffnet. Nach Deutschs Tod wurde der Museumsbetrieb Anfang der 2000er Jahre eingestellt; das Gebäude wurde seitdem nur noch für einzelne Veranstaltungen und nicht-öffentliche Ausstellungen genutzt.
Die 1961 von Deutsch errichtete „Stiftung Dr. Hans Deutsch“ zur Verleihung von Kulturpreisen vergab einen mit 50.000 Schweizer Franken dotierten „Europapreis“, der allerdings nur ein einziges Mal, 1963 an den spanischen Philosophen Salvador de Madariaga, verliehen wurde. Die für 1964 vorgesehene Verleihung an den französischen Kulturminister André Malraux fand nicht mehr statt; die Stiftung wurde 1998 aufgelöst.
Hans Deutsch war verheiratet mit Erna, geborene Skutetzky; das Ehepaar hatte einen Sohn, Josef Joram (geb. 1944).

## Die Affäre Deutsch

### Verfahrensverlauf
Deutsch übernahm im Dezember 1960 die Vertretung der Witwe und der drei Töchter des 1958 verstorbenen ungarischen „Zuckerbarons“ Ferenc von Hatvany in einem Wiedergutmachungsprozess um dessen Kunstsammlung. Deutsch legte Beweismittel vor, wonach die von den deutschen Besatzern geraubte Sammlung einen Wert von bis zu 420 Millionen D-Mark gehabt habe. Auf Empfehlung der Berliner Wiedergutmachungskammer, die von einem Sammlungswert von 125 Millionen DM ausging, einigte sich das Bundesministerium der Finanzen im Herbst 1962 mit den Erben auf einen von Deutsch angebotenen Vergleich, der eine Entschädigungszahlung in Höhe von 35 Millionen DM vorsah. Die erste Rate in Höhe von 17,6 Millionen DM wurde umgehend ausgezahlt. Am 3. November 1964 wurde Deutsch bei einem Termin im Bundesfinanzministerium in Bonn verhaftet und wegen Flucht- und Verdunkelungsgefahr in Untersuchungshaft genommen. Ihm wurde vorgeworfen, die Wiedergutmachungszahlung durch Vorlage gefälschter Beweismittel auf betrügerische Weise erlangt und dabei andere zur Abgabe falscher eidesstattlicher Erklärungen und zum Meineid angestiftet zu haben. Deutsch bot eine Kaution in Höhe von 12 Millionen DM an, konnte diesen Betrag jedoch nicht aufbringen. Er wurde erst am 29. April 1966 gegen eine Kaution von 2 Millionen DM aus der Untersuchungshaft entlassen. Im März 1970 wurde der Haftbefehl aufgehoben und die Kaution zurückgezahlt.
Am 8. März 1966 legte die Staatsanwaltschaft beim Landgericht Bonn die Anklageschrift wegen Betrugs in einem besonders schweren Fall in Tateinheit mit Anstiftung zum Meineid vor. Das Hauptverfahren gegen Deutsch und drei weitere Angeklagte vor der 3. Großen Strafkammer des Landgerichts wurde aber erst im Oktober 1969 eröffnet; die Hauptverhandlung begann im September 1970, wurde jedoch umgehend vertagt, da ein in Afrika lebender Mitangeklagter nicht erschienen war. Die Hauptverhandlung begann schließlich 1972. Das Verfahren, das unter anderem durch Zeugenvernehmungen im außereuropäischen Ausland sehr aufwendig war, endete am 19. April 1973 mit einem Freispruch für Deutsch. Das Gericht stellte fest, Deutsch habe zwar im Rückerstattungsverfahren eine viel zu hohe Entschädigung gefordert und diese mit objektiv unrichtigen Angaben begründet, ihm sei aber kein Betrugsvorsatz nachzuweisen; es sei nicht zu widerlegen, dass er in gutem Glauben an ihre Richtigkeit gehandelt habe. Die Staatsanwaltschaft legte gegen das Urteil Revision ein, die vom Zweiten Strafsenat des Bundesgerichtshofs am 17. Juli 1974 zurückgewiesen wurde. Der BGH verweigerte Deutsch aber die vom Landgericht gewährte Haftentschädigung  mit der Begründung, er habe die Strafverfolgungsmaßnahmen durch grob fahrlässiges Verhalten selbst verursacht, indem er die falschen Angaben völlig unkritisch und ungeprüft übernommen habe, soweit sie seinen Interessen entsprachen, und entgegenstehende Tatsachen in ungewöhnlich einseitiger und voreingenommener Weise ignoriert habe. Zudem habe er Zeugen veranlasst, Dinge zu erklären, die diese nicht wissen konnten.

### Inhalte des Verfahrens
Im Wiedergutmachungsverfahren der Hatvany-Erben war vor allem strittig, ob die Hatvany-Sammlung tatsächlich quantitativ und qualitativ den behaupteten Umfang und Wert hatte, ob sie zur Gänze geraubt worden war und ob dies ursprünglich durch die deutschen oder erst durch die russischen Besatzer geschehen war. Nur bei einer Entwendung durch deutsche Stellen und einer Verbringung in das Gebiet der späteren Bundesrepublik Deutschland bestand ein Anspruch nach dem Bundesrückerstattungsgesetz. Da es keinen Katalog oder andere verlässliche Unterlagen über den Sammlungsbestand gab, stützte sich der Anspruch auf Angaben und eidesstattliche Erklärungen von Zeitzeugen, darunter ehemalige SS-Leute. 
Auch im Verfahren gegen Deutsch spielten diese Zeugen eine entscheidende Rolle. Sie änderten ihre teils widersprüchlichen Aussagen häufig; zudem wendeten beide Seiten für das Auffinden von Zeugen und deren Aussagebereitschaft erhebliche Geldmittel auf.

## Nachwirkungen
Nach dem Prozess war Deutsch ein gebrochener Mann; er wurde nicht wieder als Anwalt tätig und kämpfte bis zu seinem Tod im Alter von 96 Jahren um seine Rehabilitation. Diese Bemühungen wurden nach seinem Tod von seinem Sohn Joram fortgesetzt.
Die überlange Verfahrensdauer wurde, ebenso wie die ungewöhnlich lange Dauer der Untersuchungshaft von 17 Monaten, schon früh scharf kritisiert. Ebenso wurde der Verdacht geäußert, das Verfahren gegen Deutsch diene dazu, die Wiedergutmachung insgesamt zu diskreditieren.
1995 wurden einige Bilder der Sammlung Hatvany in der Beutekunstausstellung im Moskauer Puschkinmuseum ausgestellt. 2003 tauchte der „Berg Sinai“ von El Greco in New York wieder auf. Dieses Bild war nachweislich nie in Russland und wurde mit falschen Expertisen versehen bei Sotheby’s nach Griechenland verkauft. Somit war dieses Bild von deutschen und nicht von sowjetischen Truppen geraubt worden. Es löste eine erneute Diskussion darüber aus, ob Deutsch von ehemaligen SS-Angehörigen und ihren Erben, die im Besitz der geraubten Bilder sind, in einem „heillos verschleppten Prozess“ des Vorsitzenden Richters Herbert Schroeder gezielt denunziert worden sei. Der Sohn von Hans Deutsch, Joram Deutsch, strengte in den USA eine Klage gegen den deutschen Staat an. 2005 wurde der Fall Gegenstand eines Dokumentarfilms.

## Dokumentarfilm
- „Deutschland gegen Deutsch.“ Ein Film von Michael Juncker (2005) (Memento vom 28. Oktober 2013 im Internet Archive) (Website der Produktionsfirma zum Film)